# Filoteu Monjo
Filoteu Monjo o Filoteu Sant (en llatí Philoteus Monachus o Philoteus Sanctus, en grec Φιλοθεός) fou un monjo grec de l'època romana d'Orient d'època incerta. Va escriure l'obra que porta el nom llatí De Mandatis Domini nostri Jesu Christi. Encara que una obra amb el mateix títol s'atribueix al seu homònim Filoteu d'Alexandria, és segur que es tracta de personatges i d'obres diferents.